# Greatest Hits (album av Vikingarna)
Greatest Hits utkom under 1979 och är ett studioalbum av det svenska dansbandet Vikingarna. Låtarna är på svenska.

## Låtlista

### Sida A
1. Jackpot (Vad Mer Kan Man Vinna) - 2:50
2. Älskar Älskar Inte - 2:51
3. Hallå - 2:34
4. Mississippi - 4:05
5. Min Dröm Om Frihet - 2:50
6. Ok (Nu Glömmer Jag Dej) - 2:37

### Sida B
1. Madelene - 2:49
2. Ingen Ring - 2:42
3. Har Du Glömt - 2:48
4. Schenandoh - 2:58
5. San Marino - 2:58
6. Då Kom En Liten Ängel - 3:11